# シトロエン・C3 WRC
シトロエン・C3 WRC は、世界ラリー選手権への参戦を目的としてシトロエンによって設計・開発されたワールドラリーカー。シトロエン・C3をベース車両としており、シトロエンとしては初の、そしてWRカーの2017年規定で唯一の5ドアモデルをベースとしたマシンである。
シトロエン・DS3 WRCの後継モデルとして開発された。

## 概要
シトロエンは2015年シーズンの終了をもってWRCへのフル参戦を一旦休止し、次世代WRカーであるC3 WRCの開発に注力することを公式発表した。シトロエン・レーシングは従来のDS3 WRCを使用して2016年シーズンの数戦にスポット参戦し、開発中のパーツのテストを行った。さらなるテスト・開発作業は世界ツーリングカー選手権におけるシトロエンの競技車両「C-エリーゼWTCC」を利用して行われた。シトロエン・C3 WRCは、技術規定が大幅に改定された2017年シーズンの開幕に合わせて実戦デビューを果たした。
エンジンはC-エリーゼの流用ではなく、完全新設計となっている。フロントサスペンションの開発の自由度が上がったことで、DS3 WRCの弱点であったホイールトラベルの短さを克服した。ダンパーはC4 WRC時代からの伝統により、シトロエン・レーシングの内製である。
元WRC2ドライバーの新井大輝は、「駆動配分は前後50:50または前輪が多めの状態から開発するのが現代WRカーのセオリーだが、C3 WRCは4社中唯一後輪側の駆動配分の方を多めにしてホモロゲーションを取得しているため、ドライターマックでのパフォーマンスは高いのではないか」と考察している。しかし実際に挙げた勝利は全て混合もしくはグラベルで、純粋なターマックラリーでの優勝を挙げることはできなかった。なお先々代C4 WRCは前輪が多めの配分で、先代DS3 WRCは規定により50:50であった。
ピーキーな特性を持ってはいたが、ミーク・ローブ・オジェはいずれも短期間で最初の勝利を挙げており、戦闘力は決して低くなかった。しかしチームは慢性的な資金不足に悩まされており、オジェに離脱の理由として挙げられるほど開発速度の遅さは致命的であった。

## 戦歴

### 2017年
前年2勝を挙げたクリス・ミークを筆頭に、クレイグ・ブリーン、ステファン・ルフェーブルの3台体制で参戦。。シーズン中にはハリド・アル＝カシミが4台目のC3 WRCを数戦で走らせた。
ラリー・メキシコでは首位を独走していたミークが最終パワーステージでコースアウトし、その先の駐車場を右往左往するというドラマを演じつつも初勝利。ラリー・カタルーニャでもミークが優勝を挙げたが、ミークは安定感を欠いた上他の二人も表彰台には上がれず、ドライバーズ選手権では最高7位、マニュファクチャラーズ選手権では最下位に終わった。
なおシーズン途中にテクニカルディレクターのローラン・フレコジは別部署へ異動し、クリストフ・ベッセが後継となった。

### 2018年
ルフェーブルが解雇され、ミーク以外はブリーン、マッズ・オストベルグ、セバスチャン・ローブ、アルカシミらがシートを共有する形での参戦となった。
ミークは相変わらず安定感を欠き、ポルトガルの大クラッシュで首脳陣の苛立ちはピークを迎える。「クルー（コドライバー）の安全を守るため」という理由でミークの参戦を停止。籍はシトロエンに置いたまま、事実上の解雇となった。エース不在のシトロエンは低迷し、このシーズン表彰台は3回に終わった。
一方でWRC9連覇のレジェンドであるローブは、ブランクをものともしない走りを見せ、復帰3戦目にしてラリー・カタルーニャを制し、WRC史上最多ドライバー優勝記録（79）を更新した。

### 2019年
ドライバーラインナップは一新され、フランス人で6連覇中のセバスチャン・オジェとトヨタから引き抜いたフィンランド人のエサペッカ・ラッピが加入。3台目にローブが収まるかと思われたが、タイトルスポンサーのアブダビが撤退したためシートが用意できず、結果ローブはヒュンダイへと去った。このため2台体制となった。オジェが復帰したことで、シトロエンとしては2008～2012年以来のレッドブルカラーとなった。またブランド生誕100周年記念ということで、テールランプ付近に生誕年の「1919」の文字が加わった。
オジェは初のC3 WRCで得意のラリー・モンテカルロを制し、前人未到となるシトロエンのWRC通算100勝目を挙げた。シトロエンは二台体制でありながら、第三戦終了時点のマニュファクチャラーズランキングでヒュンダイ、第四戦終了時点ではトヨタを上回っていた。その後もオジェが2勝を挙げるが、オット・タナクに最終戦前にタイトルを奪われ、オジェの連覇は6でストップした。ちなみにもし最終戦までタイトル争いがもつれれば、オジェのサポートのためマッズ・オストベルグを3台目に出す計画もあった。
11月にモータースポーツ部門を共にするプジョーのル・マン復帰計画が発表され、その後シトロエンの撤退も発表された。この時シトロエンは「オジェのようなタイトルを争えるドライバーが離脱したので」と取れる文章を公式Twitterやプレスリリースに書いたため、巷で「撤退をドライバーのせいにするのか」と物議を醸した。
なおシトロエンはグループRally規定のカスタマー向けマシンの開発・販売は継続しており、現在もPHスポールの運用の下にC3のRally2（旧R5）車両がWRC2クラスに参戦している。

## 世界ラリー選手権における優勝
| 年   | No. | イベント名                   | 路面     | ドライバー           | コドライバー             | エントラント                     |
| ---- | --- | ---------------------------- | -------- | -------------------- | ------------------------ | -------------------------------- |
| 2017 | 1   | 2017年ラリー・メキシコ       | グラベル | クリス・ミーク       | ポール・ネーグル         | シトロエン・ワールドラリーチーム |
| 2017 | 2   | 2017年ラリー・カタルーニャ   | 混合     | クリス・ミーク       | ポール・ネーグル         | シトロエン・ワールドラリーチーム |
| 2018 | 3   | 2018年ラリー・カタルーニャ   | 混合     | セバスチャン・ローブ | ダニエル・エレナ         | シトロエン・ワールドラリーチーム |
| 2019 | 4   | 2019年ラリー・モンテカルロ   | 混合     | セバスチャン・オジェ | ジュリアン・イングラシア | シトロエン・ワールドラリーチーム |
| 2019 | 5   | 2019年ラリー・メキシコ       | グラベル | セバスチャン・オジェ | ジュリアン・イングラシア | シトロエン・ワールドラリーチーム |
| 2019 | 6   | 2019年ラリー・オブ・ターキー | グラベル | セバスチャン・オジェ | ジュリアン・イングラシア | シトロエン・ワールドラリーチーム |